# روئینگ در المپیک تابستانی ۱۹۷۲
رویینگ در بازی‌های المپیک تابستانی ۱۹۷۲ نام رویداد ورزش رویینگ در بازی‌های المپیک تابستانی بود که در سال ۱۹۷۲ برگزار شد.

## جدول مدال‌ها
| رتبه  | کشور                      | طلا | نقره | برنز | مجموع |
| ۱     | آلمان شرقی (GDR)          | ۳   | ۱    | ۳    | ۷     |
| ۲     | اتحاد شوروی (URS)         | ۲   | ۰    | ۰    | ۲     |
| ۳     | نیوزیلند (NZL)            | ۱   | ۱    | ۰    | ۲     |
| ۴     | آلمان غربی (FRG)          | ۱   | ۰    | ۱    | ۲     |
| ۵     | چکسلواکی (TCH)            | ۰   | ۱    | ۱    | ۲     |
| ۶     | آرژانتین (ARG)            | ۰   | ۱    | ۰    | ۱     |
| ۶     | نروژ (NOR)                | ۰   | ۱    | ۰    | ۱     |
| ۶     | سوئیس (SUI)               | ۰   | ۱    | ۰    | ۱     |
| ۶     | ایالات متحده آمریکا (USA) | ۰   | ۱    | ۰    | ۱     |
| ۱۰    | هلند (NED)                | ۰   | ۰    | ۱    | ۱     |
| ۱۰    | رومانی (ROU)              | ۰   | ۰    | ۱    | ۱     |
|       |                           |     |      |      |       |
| مجموع | مجموع                     | ۷   | ۷    | ۷    | ۲۱    |